# Blocos padrão (metrologia)

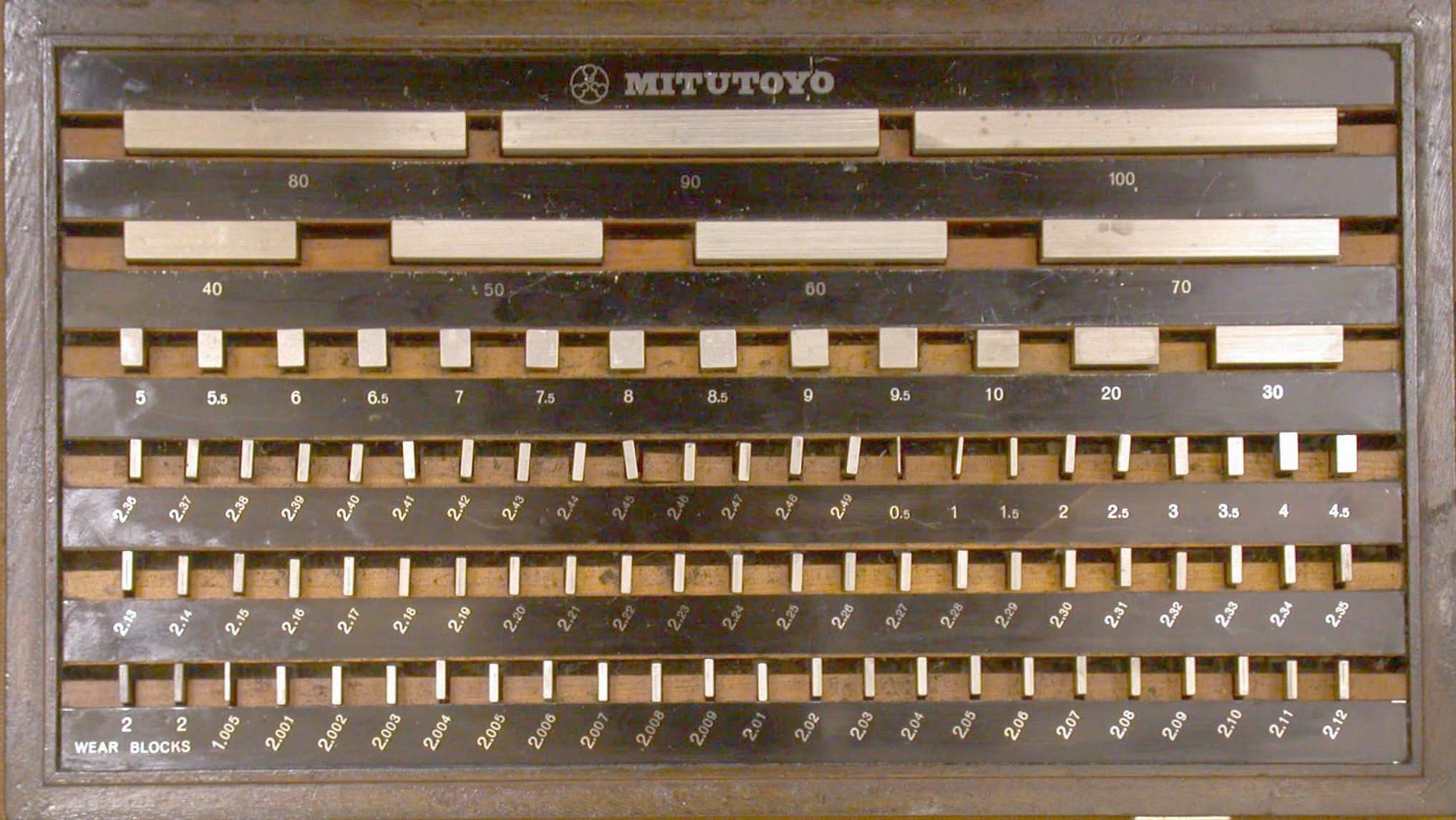
Conjunto de Blocos Padrão

Blocos padrão (também conhecidos como gauge blocks ou Jo blocks) são um sistema para produzir comprimentos precisos. O bloco padrão individual é produzido em metal ou cerâmica que foi retificado com precisão e lapidado para uma espessura específica. Blocos padrão vêm em conjuntos de blocos com uma faixa de comprimentos padrão. Em uso, os blocos são empilhados para formar um comprimento desejado.
Uma característica importante dos blocos padrão é que eles podem ser unidos com pouca incerteza dimensional. Os blocos são unidos por um processo deslizante chamado wringing (empilhamento de blocos), que faz com que suas superfícies ultra planas se unam. Um pequeno número de blocos padrão podem ser usados para criar comprimentos precisos dentro de um amplo intervalo. Usando 3 blocos de um conjunto de 30 blocos, pode-se criar qualquer um dos 1000 comprimentos de 3,000 a 3,999 mm em passos de 0,001 mm. Blocos padrão foram inventados em 1896 pelo maquinista sueco Carl Edvard Johansson. São usados como referência para a calibração de equipamentos de medição usados em oficinas mecânicas, tais como paquímetros e micrômetros, seno bares, pinças, e de discagem de indicadores (quando usado em uma inspeção de papel). Blocos padrão são o principal meio de  padronização de comprimentos utilizados pela indústria.

## Descrição

Como medidor de blocos são medidos

Blocos padrão vêm em conjuntos com variados comprimentos, juntamente com dois blocos protetores de desgaste, permitindo que uma grande variedade de comprimentos sejam compostos combinando-os. Um bloco-padrão pode ser composto de metal ou cerâmica com duas faces opostas usinadas precisamente planas e paralelas, uma distância precisa. São feitos de uma liga de aço endurecido, enquanto que os blocos protetores são frequentemente feitos de carboneto de tungstênio ou de carbonetos de crómio, tornando mais difícil seu desgaste. O comprimento de cada bloco é, na verdade, ligeiramente menor que o seu valor nominal, pois a dimensão estampada inclui o comprimento de um filme de torção, um filme de lubrificante que separa as faces de blocos adjacentes em uso normal. A espessura do filme torção é de cerca de 25 nm (nanômetros). O comprimento nominal do medidor também é conhecido como comprimento interferométrico.
Em uso, os blocos são removidos do conjunto, limpos de sua camada protetora a base de vaselina ou óleo e posicionados juntos para formar uma pilha da dimensão necessária. Os blocos padrão são calibrados para ser precisos a 20 °C (68 °F) e devem ser mantidos a esta temperatura durante seu uso, isso atenua os efeitos da expansão térmica. Os blocos-protetores são incluídos em cada extremidade da pilha, sempre que possível, para que os blocos padrão não sofram danos durante o uso.
Cada bloco padrão tem uma tolerância de tamanho de alguns milionésimos de uma milímetro, então empilhá-los juntos cria uma incerteza acumulativa. No entanto, o erro acumulado até mesmo de vários blocos é geralmente insignificante em todos os usos, exceto os mais exigentes. Em uma loja movimentada, alguns dos blocos estarão em uso em outro lugar, portanto, um cria uma pilha a partir dos blocos disponíveis no momento. Normalmente, os poucos milionésimos de uma milímetros de diferença não serão detectáveis, ou importam, no contexto. Os contextos que exigem precisão final são mais raros e exigem despesas adicionais (por exemplo, mais conjuntos de blocos e graus mais altos de blocos).

### Combinação de blocos

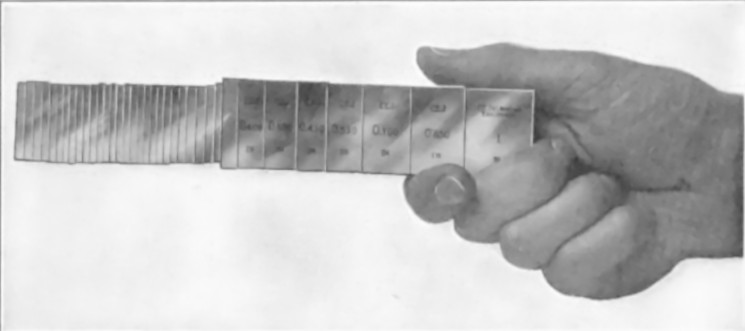
36 blocos padrão que suportam seus peso facilmente

Combinação é o processo de deslizar dois blocos juntos para que seus rostos liguem levemente. Por causa de suas superfícies ultra-planas, quando torcidos um contra o outro, os blocos padrão se aderem firmemente um ao outro. Blocos adequadamente posicionados e torcidos podem resistir a um puxão de até 330 N. Embora o mecanismo exato que causa a adesão dos blocos seja desconhecido, acredita-se ser uma combinação de:
- A pressão de ar aplica pressão entre os blocos porque o ar é retirado da junta.
- A tensão superficial do óleo e vapor de água que está presente entre os blocos.
- A atração molecular ocorre quando duas superfícies muito planas são colocadas em contato. Essa força faz com que os blocos-padrão adiram mesmo sem lubrificantes de superfície e no vácuo.

Acredita-se que as duas últimas fontes são as mais significativas.
Não existe nenhum magnetismo , embora, para um usuário, o apego entre os blocos pareça um pouco com ímãs fracos de geladeira colados uns aos outros. Ao contrário dos ímãs, no entanto, o apego só dura enquanto os blocos estão completamente unidos — os blocos não se atraem através de qualquer lacuna visível, como os ímãs.
O processo de espremer envolve quatro etapas:
1. Limpando um bloco padrão através de uma almofada lubrificada.
2. Limpando qualquer óleo extra do bloco de medição usando uma almofada seca.
3. O bloco é então deslocado perpendicularmente ao outro bloco, aplicando pressão moderada até formar um cruciforme.
4. Finalmente, o bloco é girado até estar alinhado com o outro bloco..

Após o uso, os blocos são re-lubrificados ou lubrificados para proteção contra corrosão.
A capacidade de um determinado bloco de medição de torcer é chamado wringability; é oficialmente definido como "a capacidade de duas superfícies em aderir rigidamente a cada um dos outros na ausência de meios externos." As condições mínimas para wringability são um acabamento superficial de 0,025 μm AA ou melhor, ou superior e uma planura de pelo menos 0,13 μm.
Há um teste formal para medir wringability. Primeiro, o bloco é preparado para adesão usando o processo padrão. O bloco é então deslizado através de um plano ótico de quartzo de grau de referência de 51 mm. Nivelamento de 0,025 μm enquanto aplica pressão moderada. Então, a parte inferior do bloco do medidor é observada (através do plano óptico) para óleo ou cor. Para os graus ISO K, 00 e 0, não deve haver óleo ou cor sob o bloco padrão. Para as classes 1 e 2, não mais do que 20% da área da superfície deve mostrar óleo ou cor. Note-se que este teste é difícil de executar em blocos padrão mais finos do que 2,5 mm, porque eles tendem a não ser planos no estado relaxado.

### Acessórios

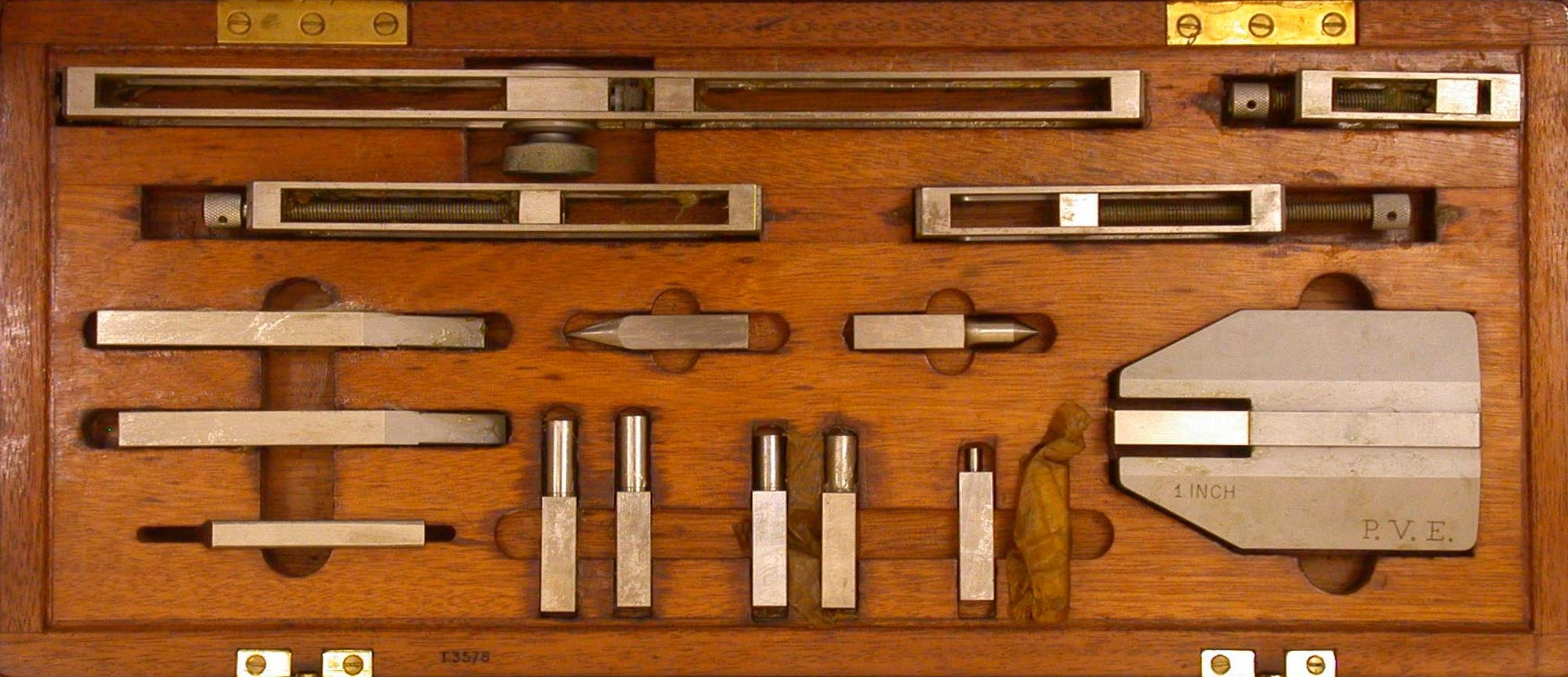
Um conjunto de acessórios para blocos padrão

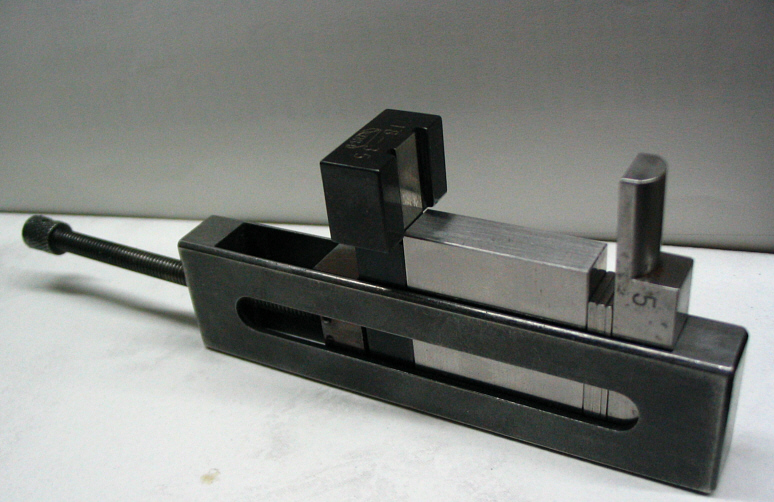
Um suporte que se transforma em uma pilha do medidor de blocos em um instante, personalizado pinça ou passa/não passa.

Os acessórios retratados fornecem um conjunto de suportes e ferramentas para ampliar a utilidade do conjunto de blocos padrão. Eles fornecem um meio de fixar firmemente grandes pilhas juntas, juntamente com pontos de referência, anotadores e várias formas de blocos que atuam como mandíbulas de pinças, externas ou internas. As de ponta cônica facilitam a medição das distâncias de centro a centro entre os centros dos furos. Uma pilha de blocos padrão com medidores externos, todos presos juntos, atua como um calibrador de montagem personalizada de tamanho personalizado calibração passa/não passa.
Uma pedra de bloco padrão é usada para remover cortes e rebarbas  para manter capacidade de adesão.
Existem duas almofadas de espremer usadas para preparar um bloco padrão para wringing. A primeira é uma almofada de óleo, que aplica uma leve camada de óleo ao bloco. A segunda é uma almofada seca, que remove qualquer excesso de óleo do bloco após o uso da almofada de óleo.

## Graus de calibração

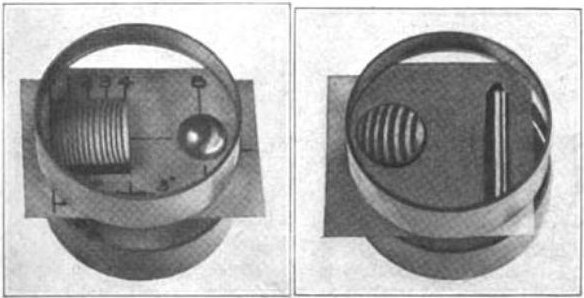
Medidor de blocos (à esquerda, em cada imagem, sob a óptica de flats) a ser utilizado para medir a altura de um rolamento de esferas e de uma ficha de gage usando interferometria. As franjas de interferência (linhas) visível na superfície dos apartamentos indica o erro; o número de linhas indica a quantidade.

Os blocos padrão estão disponíveis em vários graus, dependendo da sua intenção de uso. O critério de classificação é a rigidez da tolerância em seus tamanhos; assim, notas mais altas são feitas para tolerâncias menores e têm maior precisão e exatidão. Vários padrões de classificação incluem: JIS B 7506-1997 (Japão) / DIN 861-1980 (Alemanha), ASME (EUA), BS 4311: Parte 1: 1993 (Reino Unido). As tolerâncias irão variar dentro do mesmo grau que a espessura do material aumenta.
- Referência (AAA): pequena tolerância (±0.05 µm) utilizado para estabelecer padrões
- Calibração (AA): (tolerância +0.10 µm para -0.05 µm) utilizada para a calibração de inspeção de blocos e de elevada precisão, aferição
- Inspeção (A): (tolerância de +de 0,15 µm para -0.05 µm) usado como ferramentaria padrões para a configuração de outras ferramentas de aferição
- Oficina (B): grande tolerância (tolerância +0.25 µm para -0.15 µm) usado como loja de padrões para medição com precisão

Pela norma DIN 861 e ISO 3650 os blocos são classificados quanto ao erro do meio e constância de afastamento em cinco classes de erro, a saber: 00, K, 0, 1 e 2. O máximo erro admitido em cada uma das classes (tolerância de fabricação) é dado em função do comprimento.  A seleção da classe de erro depende da finalidade para a qual o bloco padrão se destina.
Pode-se adotar as seguintes recomendações:
- Classe de erro 00 – especialmente indicada como padrão de referência em laboratórios de Secundários de Metrologia (laboratórios credenciados na RBC, por exemplo). É usada na calibração de blocos padrão com classe de erro 0, 1 e 2 pelo método diferencial de medição (método de comparação).
- Classe de erro K – apresenta a mesma tolerância de constância de afastamento da classe “00”, porém tolerâncias no comprimento (Em) iguais ao da classe 1. A principal vantagem em relação à classe ”00” é o custo mais baixo com a mesma qualidade metrológica, já que os erros do meio (Em) são corrigidos durante a sua utilização.
- Classe de erro 0 – para altas exigências, em medições criteriosas no ajuste de máquinas de medição, em medições diferenciais criteriosas durante a qualificação de padrões e calibradores quando se exige pequena incerteza de medição. É a classe de erro utilizada como referência para calibração de blocos da classe 1 e 2.<
>O uso é restrito, quase que exclusivamente para laboratórios de metrologia dimensional.
- Classe de erro 1 – usa-se para as mesmas finalidades acima, porém, onde as tolerâncias não são tão rígidas, por exemplo, no posto central de controle de qualidade da fábrica.
- Classe de erro 2 – para uso geral, ajuste de instrumentos convencionais, medições diferenciais onde o nível de tolerância não é apertado.

## Fabricação dos blocos padrão
Os blocos padrão são normalmente feitos de aços de ferramenta ou de metais duros (como o carboneto de tungstênio ou de carboneto de tântalo). Muitas vezes, o carboneto tem uma dureza de 1500 Vickers. Blocos de série longos são feitos de aço de alta qualidade com seção transversal (35 × 9 mm) com furos para fixação de dois deslizamentos. Estes também estão disponíveis em material de aço carbono. Blocos de aço são endurecidos e temperados. A dureza é importante porque ele diminui a taxa de desgaste do medidor durante o uso (é por isso que outros tipos de medidores, como pinos, plugues de rosca e anéis, também são endurecidos). O corte dos blocos em tamanho é realizado com moagem, seguida de lapidação. Geralmente, não há revestimento. Os blocos são mantidos levemente lubrificados e são armazenados em clima seco; blocos padrão de aço não revestidos podem durar décadas sem oxidar.

## História
O conjunto de blocos padrão, também conhecido como "Jo blocks", foi desenvolvido pelo inventor sueco Carl Edvard Johansson. Johansson foi empregado em 1888 como um inspetor armeiro do arsenal estadual Carl Gustafs stads Gevärsfaktori ((fábrica de rifles da cidade de Carl Gustaf)), na cidade de Eskilstuna, Suécia. Ele estava preocupado com a cara de ferramentas para medição de peças para a Remington rifles, em seguida, na produção sob licença no Carl Gustaf. Quando a Suécia adotou uma variante adaptada da carabina Mauser em 1894, Johansson estava muito animado com a chance de estudar os métodos de medição de Mauser, em preparação para a produção sob licença em Carl Gustaf (que começou vários anos depois). No entanto, uma visita à fábrica Mauser em Oberndorf am Neckar, Alemanha, acabou por ser uma desilusão. No caminho para casa, ele pensava sobre o problema, e ele veio com a idéia de um conjunto de blocos que podem ser combinados para fazer o backup de qualquer medida.
Já havia uma longa história de uso crescente de medidores até então, como medidores para arquivamento e medidores passa/não passa (refere-se a uma ferramenta de inspeção usada para verificar uma peça de trabalho em relação às tolerâncias permitidas), que eram personalizados individualmente em uma ferramentaria para uso no chão de fábrica; mas nunca houve blocos padrão de super precisão que pudessem ser espremidos juntos para compensar diferentes comprimentos, como Johansson imaginava agora.
De volta para casa, Johansson converteu a máquina de costura Singer de sua esposa em uma máquina de moagem e lapidação. Ele preferia realizar esse trabalho de precisão em casa, já que as máquinas de esmerilhar na fábrica de fuzileiros não eram boas o suficiente. Sua esposa, Margareta, ajudou-o muito com a moagem além do trabalho doméstico. Uma vez que Johansson demonstrou seu set em Carl Gustaf, seu empregador proporcionou tempo e recursos para ele desenvolver a ideia. Johansson recebeu sua primeira patente sueca em 2 de maio de 1901, patente SE No. 17017, chamada "Conjuntos de blocos padrão para medição de precisão". Johansson formou a empresa sueca CE Johansson AB (também conhecida como 'CEJ') em 16 de março de 1917.
Johansson passou muitos anos na América, durante sua vida, ele cruzou o Atlântico 22 vezes.[carece de fontes?]
O primeiro CEJ medidor conjunto de blocos na América foi vendido para Henry M. Leland no Cadillac Automobile Company em torno de 1908. A primeira fábrica na América para o seu medidor de conjuntos de blocos foi criada em Poughkeepsie, Dutchess County, Nova York, em 1919. O ambiente econômico do pós–I Guerra Mundial, a recessão e a depressão de 1920-21 não saíram tão bem para a empresa, então, em 1923, ele escreveu uma carta a Henry Ford a Ford Motor Company, onde ele propôs uma cooperação, a fim de salvar a sua empresa. Henry Ford tornou-se interessado, e em 18 de novembro de 1923, ele começou a trabalhar por Henry Ford em Dearborn, Michigan. Hounshell (1984), citando Althin (1948) e várias arquivo de fontes primárias, diz, "Henry Ford comprou a famosa gaugemaking operação do Sueco C. E. Johansson, em 1923, e logo mudou-o para o laboratório em Dearborn. Entre 1923 e 1927, o Johansson divisão fornecido 'Jo-blocos para a Ford ferramentaria e qualquer fabricante que poderia comprá-los. Ele também fez alguns dos Ford 'ir' e 'não-fazer' medidores utilizados na produção, bem como outras de precisão, dispositivos de produção."

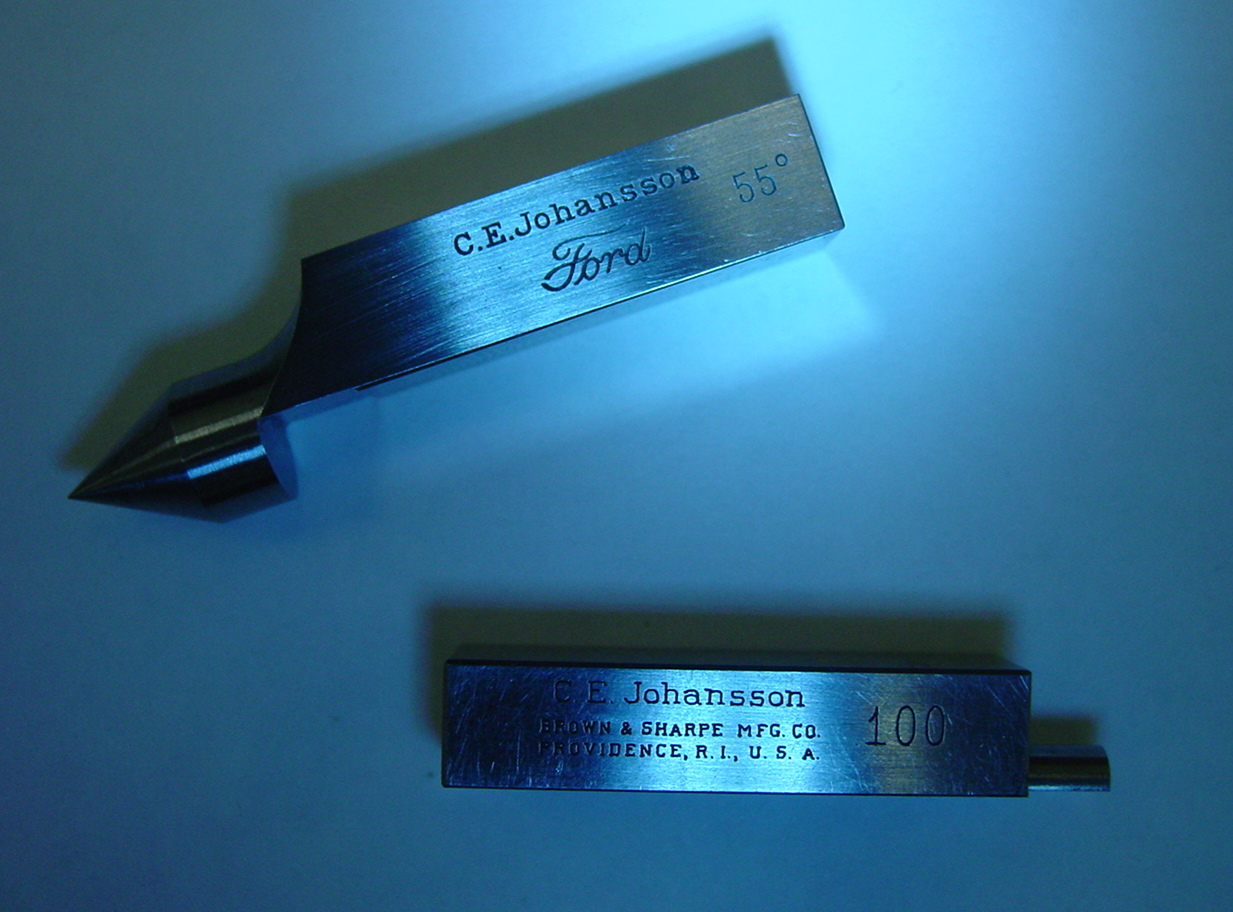
Co-branding do CEJ, a Ford, a e B&S logotipos

Em 1936, aos 72 anos, Johansson sentiu que era hora de se aposentar e voltar para a Suécia. Ele foi premiado com a grande medalha de ouro da Real Academia Sueca de Ciências da Engenharia em 1943, logo após sua morte.
Em algum momento, a marca C.E. Johansson (ou pelo menos sua presença nos EUA) tornou-se afiliada à Brown & Sharpe, e os blocos associados aos logotipos C.E. Johansson e Brown & Sharpe foram feitos. Os blocos co-marcados com os logotipos C.E. Johansson e Ford também são, às vezes, vistos em uso atualmente.

## Pinos de calibre
Semelhante aos blocos padrão, estes são barras cilíndricas de precisão-terra, para uso como medidores de plugue para medir diâmetros de furo, ou como partes de medidores passa/não passa ou aplicações semelhantes.

## Rolo e esferas de calibre
Estes são fornecidos como conjuntos de rolos ou esferas individuais, usados em rolamentos de rolos ou esferas ou em ferramentas e aplicações de fabricação de matrizes. As bolas de calibração podem ser usadas para calibrar goniômetros de ângulo de contato, máquinas CNC e equipamentos similares.

## Leitura complementar
- «20°C—A Short History of the Standard Reference Temperature for Industrial Dimensional Measurements» (PDF). Journal of Research of the National Institute of Standards and Technology. 112. doi:10.6028/jres.112.001
- David Hounshell (1 de setembro de 1985). From the American System to Mass Production, 1800-1932: The Development of Manufacturing Technology in the United States. [S.l.: s.n.] ISBN 978-0-8018-3158-4